# Anthericum angustifolium
Anthericum angustifolium är en sparrisväxtart som beskrevs av Ferdinand von Hochstetter och Achille Richard. Anthericum angustifolium ingår i släktet sandliljor, och familjen sparrisväxter. Inga underarter finns listade i Catalogue of Life.